# Конк сир Орбјел
Конк сир Орбјел (фр. Conques-sur-Orbiel) насеље је и општина у јужној Француској у региону Лангдок-Русијон, у департману Од која припада префектури Каркасон.
По подацима из 2011. године у општини је живело 2384 становника, а густина насељености је износила 95,09 становника/km². Општина се простире на површини од 25,07 km². Налази се на средњој надморској висини од 125 метара (максималној 286 m, а минималној 101 m).

## Демографија
| 1962. | 1968. | 1975. | 1982. | 1990. | 1999. | 2011. |
| ----- | ----- | ----- | ----- | ----- | ----- | ----- |
| 1.585 | 1.662 | 1.692 | 1.786 | 2.043 | 2.061 | 2.384 |

График промене броја становника у току последњих година